# Masahiko Mifune
Masahiko Mifune (三船 雅彦, Mifune Masahiko ;  Joyo, 8 januari 1969) is een Japans voormalig wielrenner en veldrijder. Hij reed in het verleden voor onder meer Landbouwkrediet.
In 2012 reed hij op amateurbasis voor JP Sports Test Team Massa Andex, waar hij tevens ploegleider is.

## Belangrijkste overwinningen
2001
 Japans kampioen veldrijden, Elite
2004
2e etappe Ronde van de Zuid-Chinese Zee
2007
2e etappe Ronde van Thailand
Barrenetxea · Coudray · De Buyst · Deraedt · Dierckxsens · Hashikawa · Hennebert · Herygers · Hopmans · Mifune · Miura · Petersen · Schoelens · Torrekens · Van Hullebusch · Willems · De Schoenmaecker (stagiair) · Fitzgerald (stagiair) · Willockx (stagiair)   
Barrenetxea · Coudray · De Buyst · De Meester · Delme · Deraedt · Hashikawa · Herygers · Hopmans · Hordijk · Mifune · Torrekens · Canevet (stagiair) · Donnet (stagiair) · Hennebert (stagiair) · Laplasse (stagiair) · Pollin (stagiair)   
Coudray · De Buyst · De Geyter · Delme · Ekström · Hopmans · Johansen · Lopez · Mifune · Roesems · Torrekens · Vanhaecke · Weisshaupt · Fox (stagiair) · Keppens (stagiair) · Meeusen (stagiair) 
Burke · Chanoine · Cornelissen · Coudray · Cuylits · Delme · Desmet · Ekström · Emmanuelson · Fox · Hopmans · Louder · Mifune · Poppe · Roesems · Van Landeghem · Vanhaecke · De Waele (stagiair) · Meeusen (stagiair) · Pollin (stagiair)
Burke · Coudray · Cuylits · De Waele · Louder · McCauley · Meirhaeghe · Mifune · Roesems · Tsjerniakov · Van De Walle · Van Der Berg · Van Landeghem · Vanhaecke · Vermeersch · Weynants · Chadwick (stagiair) · Fagan (stagiair) · Roland (stagiair)
Advejev · Bernucci · Bileka · Cali · Cavagnis · Coudray · De Waele · Hrysjtsjenko · Lievens · Louder · Lucchini · Mattozza · Meirhaeghe · Metloesjenko · Mifune · Popovytsj · Romano · Scamardella · Sørensen · Streel · Van Landeghem · Van Malderghem · Vanhaecke · Vermeersch · Weynants · Anzà (stagiair) · Chadwick (stagiair) · Timosjin (stagiair)